# Шолупець Максим Геннадійович
Максим Геннадійович Шолупець (нар. 16 лютого 2006, Першотравенськ, Дніпропетровська область, Україна) — український футболіст, нападник «Олесандрії».

## Клубна кар'єра
Народився в Першотравенську Дніпропетровської області. Футбольний шлях розпочав у «Темпі» (Тернівка). У 2019 році перебрався до структури «Дніпра», у футболці якого виступав у ДЮФЛУ. З березня по вересень 2022 року грав за юнацьку команду фінського СЯКа. У середині вересня 2022 року повернувся до України, де став гравцем «Дніпра-1». Сезон 2022/23 років провів у юнацькій команді, наступний сезон також розпочав виступами в юнацькому чемпіонаті України. Вперше до заявки першої команди потрапив 15 квітня 2024 року в нічийному (1:1) виїзному поєдинку 24-го туру Прем'єр-ліги України проти харківського «Металіста 1925». Максим провів усі 90 хвилин на лаві запасних. В еліті українського футболу дебютував наступного туру, 21 квітня 2024 року в нічийному (1:1) виїзному поєдинку проти рівненського «Вереса». Максим вийшов на поле на 90-й хвилині замість Дениса Мірошніченка.
На початку липня 2024 року приєднався до «Олесандрії», з яким підписав договір до 31 травня 2027 року.

## Кар'єра в збірній
У вересні 2022 року став одним з 28 гравців, яких викликали на тренувальний збір юнацької збірної України (U-17).